# Extrovert

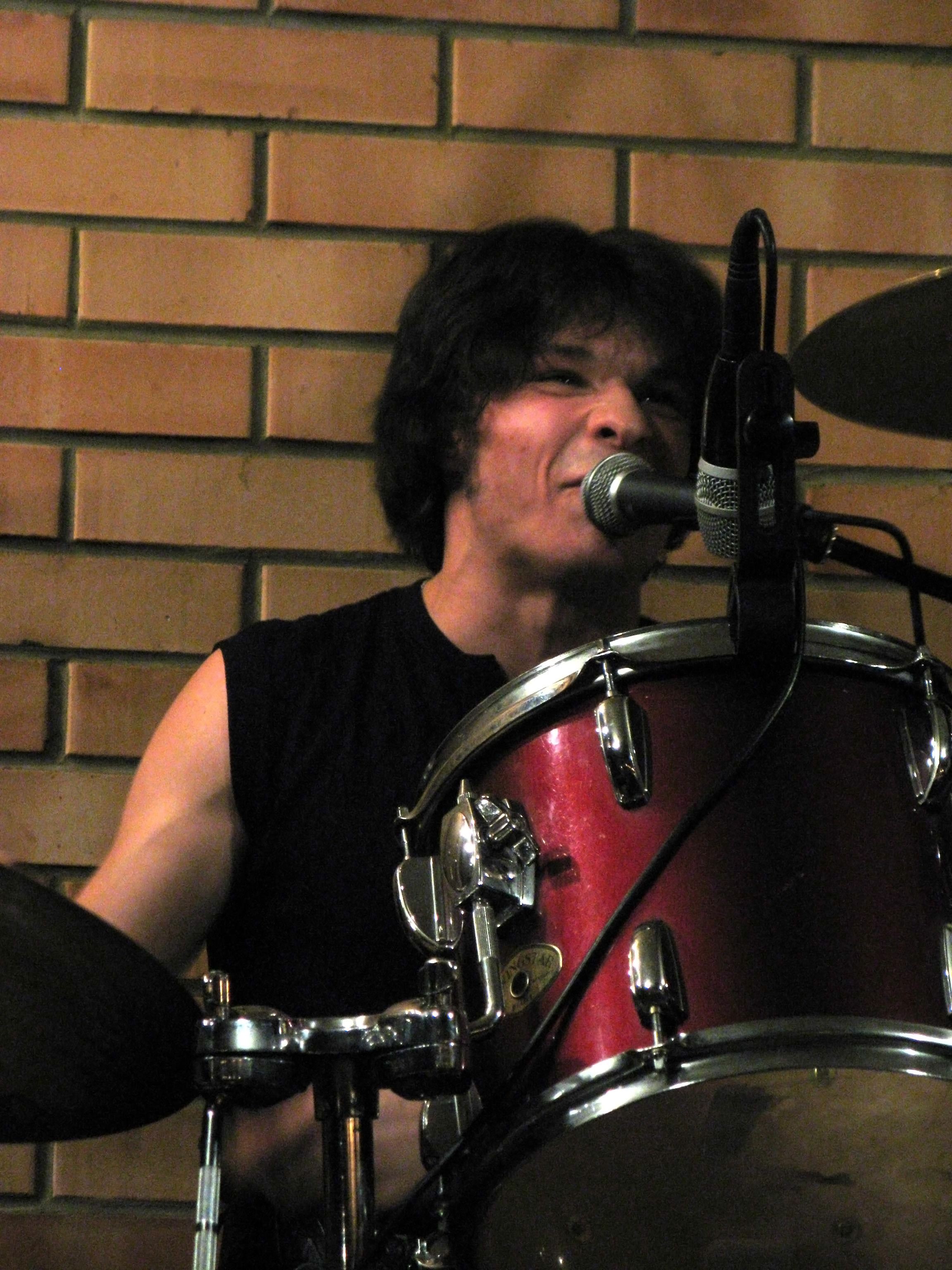
Алексей Баев (Extrovert) на фестивале Беломор-Буги-2008

Extrovert — российская музыкальная группа, работающая в жанре прогрессивного рока. Создана в 1993 году как хард-н-хэви-команда под названием Big Trouble. В 1996 году группа начала активно сотрудничать с Иркутским государственным музыкальным театром, с участием музыкантов в театре были поставлены рок-оперы «Юнона и Авось» Алексея Рыбникова, «Иисус Христос — суперзвезда» Эндрю Ллойда Уэббера, «Звезда и смерть Хоакина Мурьеты», рок-балет «Серебряная нить, или Там, где заканчивается явь», мюзикл «Бонни и Клайд».
В 1999 году в Иркутске вышел англоязычный альбом группы — Four Elements. В 2000 году музыканты принимают решение изменить стиль музыки на прогрессивный рок. С 1 января 2005 года группа называется Extrovert, в 2005 году выпустила альбом «Разбудив океан».
13 декабря 2006 группа выступила на pre-party концерта Nazareth в Иркутске. 18 августа 2008 на американском лейбле Dreamscape Records состоялся релиз Разбудив океан (Making The Ocean Awake) на английском языке.

## Состав группы
Текущий состав
- Макс Попов — бас-гитара, бэк-вокал (с 1993)
- Валерий Шукевич — гитара, бэк-вокал (с 1994)
- Павел Шерман — клавишные, бэк-вокал (с 2015)
- Владимир Лескин — вокал (с 2010)
- Вадим Данилов — ударные (c 2011)

Бывшие участники
- Денис Попов — ударные (1993—2004)
- Алексей Баев — ударные, бэк-вокал (2004—2010)
- Александр Айдаров — вокал (1993—2002)
- Владимир Антипов — вокал (2002—2005)
- Борис Голик — вокал (2005—2008)
- Дмитрий Исхаков — клавишные (2001—2009)
- Константин Артамонов — клавишные (2009 - 2015)

## Дискография
- 1999 — Four Elements
- 2005 — «Разбудив океан»
- 2007 — «Серебряная нить, или Там, где заканчивается явь»
- 2008 — Making The Ocean Awake (англоязычная версия альбома «Разбудив океан»)
- 2009 — Back In The UK (Диск содержит кавер-версии песен различных рок-групп; альбом не был издан официально, но выложен в свободном доступе в Интернете)
- 2015 — «Восхождение»